# ロクリス

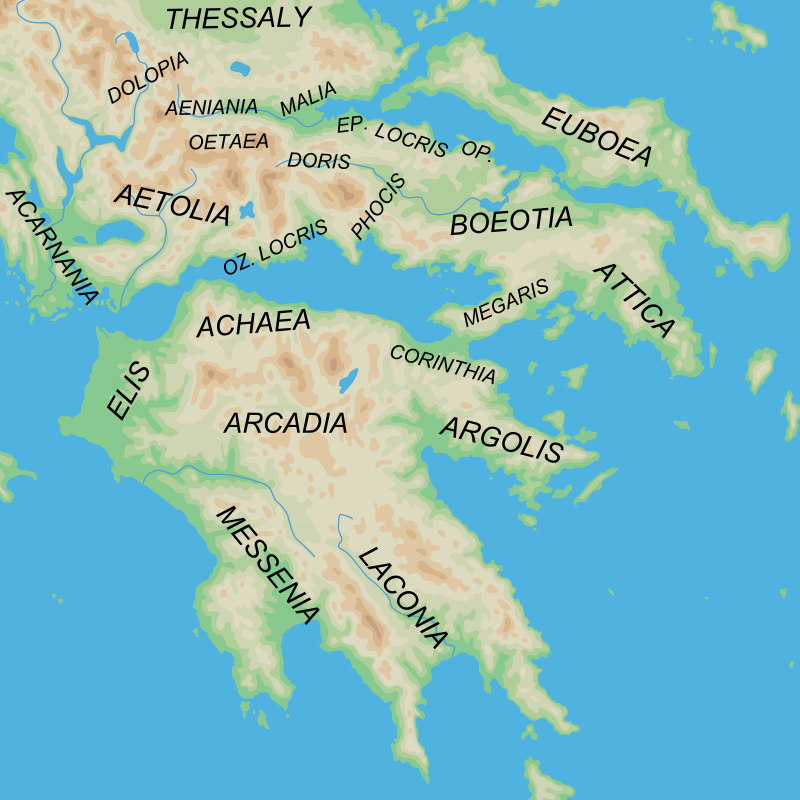
ロクリス（Locris）の場所。上方中央。

ロクリス（希: Λοκρίς, 英: Locris）とは、中央ギリシャの古代地名。主要都市はオプース。
東部エウボイア島側をロクリス・オプンティア（Lokris Opountia）、西部コリントス湾側をロクリス・オゾリス（Lokris Ozolis）と呼んで区別する。
元々は東部のエウボイア島対岸地域のみをロクリスと呼び、この地域に住んでいたロクリス人（ロクロイ人、Lokroi）は、オイレウス王の子・小アイアースが率いる軍勢として、『イーリアス』にも登場する。当時は西部のコリントス湾側をポキス（フォキス）と呼び、この地に居住していたポキス人も同じくギリシア軍勢の一角として『イーリアス』に登場する。
紀元前680年頃にイタリア半島に進出し、ギリシア人初の植民市ロクロイ・エピゼフュリオイ（Lokroi Epizephyrioi）を、現在のイタリア・ロクリに建設した。この植民市では紀元前660年頃にギリシア人社会としては初めて成文法典を持った。
後に西部のポキス人がロクリスに侵入し、集団が混雑したことで、上記のように広義のロクリス人として統合された。このロクリス人は同等の権利を持ちつつ東西両地域に分かれ住んでいたが、ペロポネソス戦争では互いに交戦した。